# Автобан A73 (Німеччина)
Федеральний автобан A73 (A73, нім. Bundesautobahn 73)  — німецький автобан, який з'єднує місто Зуль на півдні Тюрингії з містом Нюрнберг у центральній Франконії. З огляду на франконське походження та зону розвитку, а особливо на Нюрнберзькій ділянці, яка не звивається як автомагістраль, дорога називається Frankenschnellweg (FSW).
A73 починається на розв'язці Зуль A71 і йде через Кобург і Ліхтенфельс до Бамберга. Ділянка Зуль–Ліхтенфельс була побудована в рамках транспортного проекту німецької єдності № 16 і відкрита для руху з 5 вересня 2008 року. Нова лінія коштуватиме близько 794 мільйонів євро. Потреба в площі становить 1557 гектарів, що складається з 590 гектарів транспортних зон і 967 гектарів компенсаційних зон.
Між Шлойзінгеном і Кобург-Північ і між Бамбергом і Ерлангеном A73 пролягає паралельно та поряд із B4 або старим маршрутом B4, і ці частини будуть замінені.

## Маршрут

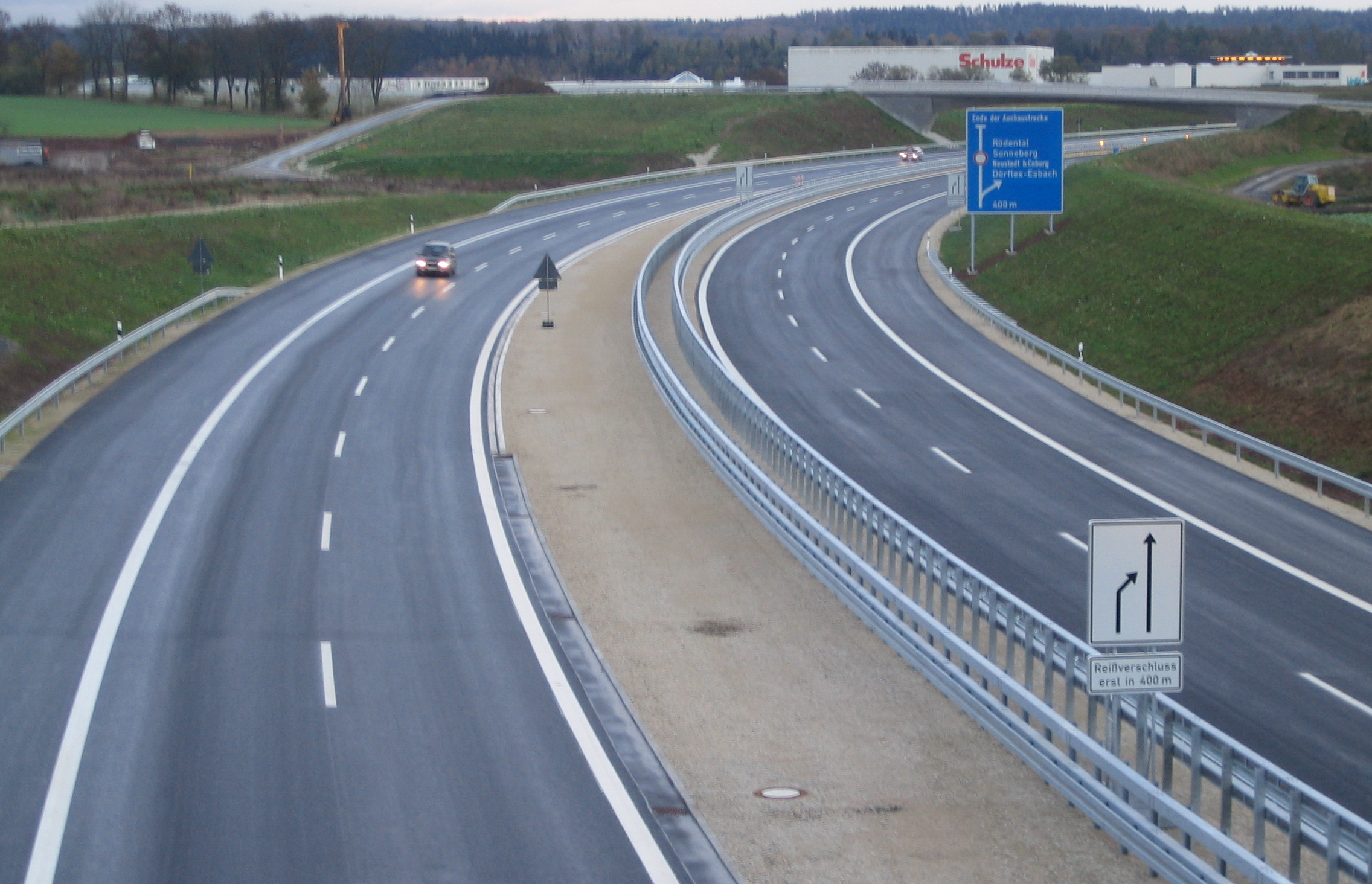
A73 біля Кобурга 2006.